# Diospyros xolocotzii
Diospyros xolocotzii es una especie de planta fanerógama de la familia Ebenaceae.

## Clasificación y descripción de la especie
Árbol dioico, caducifolio de 4 a 7 m de altura tronco de 15 a 30 cm de diámetro; corteza de color castaño grisáceo, ramillas ligeramente puberulentas. Hojas cuneado obovadas de 2 a 3.5 cm de longitud por 1 cm de ancho, textura coriácea; pecíolo de 2 a 3 mm de largo. Flores tanto femeninas como masculinas en las ramillas terminales dispuestas en fascículos axilares de 2 a 8 masculinas y de 2 a 5 femeninas, algunas flores también solitarias; Flores masculinas sobre pedicelos de 4 a 8 mm de largo; cáliz campanulado, de 4 a 5 mm de largo por 3 a 4 mm de ancho; corola de color crema, de 7 a 8 mm de largo por 4.5 de ancho; estambres 20, insertos a diferentes alturas del tubo de la corola, filamentos de 1 a 2 mm de largo, anteras basifijas de unos 2 mm de largo. Flores femeninas sobre pedicelos puberulentos de 7 a 12 mm de largo; cáliz de 7 a 10 mm de largo por 1 a 2 cm de ancho; corola de color blanco–crema de 8 a 10 mm de largo por 10 a 12 mm de diámetro, ovario globoso, glabro, estilo de unos 4 mm de longitud. Frutos péndulos en las ramillas terminales, de 3 a 4.5 cm de largo por 2.5 a 3 cm de ancho, de color castaño obscuro, casi negro en la madurez; mesocarpio abundante y suave, de color negro y sabor dulce. Semillas generalmente 2 a 5 por fruto, oblongas, de 1.5 a 1.8 cm de largo por 1 cm de ancho en la parte media, de color castaño claro; testa dura, ligeramente rugosa y brillante.

## Distribución de la especie
Se localiza en México, solo en la localidad tipo, al suroeste de la Ciudad de Morelia, Michoacán.

## Ambiente terrestre
Crece en vegetación de matorral subtropical, sobre terreno rocoso, basáltico y suelo arcillo limoso, a altitudes de entre 1930 y 1950 m s.n.m.

## Estado de conservación
No se encuentra bajo ninguna categoría de riesgo en las normas nacionales e internacionales (Norma Oficial Mexicana 059).